# 克里斯兰·马齐马
克里斯兰·伊里斯·奥雷尔·马齐马（法語：Chrislain Iris Aurel Matsima；2002年5月15日—）是一位刚果裔法国足球运动员，自2024-25赛季起效力于德甲俱乐部奥格斯堡，并曾入选法国国奥队参加奥运会，于场上司职中后卫。

## 俱乐部生涯
马齐马的足球生涯始于两家地区性俱乐部，继而在法国竞技训练了三年后于2017年转投摩纳哥青训营。2018-19赛季，他曾在欧洲青年联赛两度出场。然而在接下来的赛季，马齐马仅能代表预备队出场，并射入1球。 他于2020年9月27日终于迎来成年队首秀，在当季法甲第5轮对阵斯特拉斯堡竞技的比赛中替补亮相。此后，马齐马又获得了一些出场机会，但并未成为一线队主力。
2022年8月，马齐马被租借至联赛对手洛里昂至2022-23赛季结束，但租借合同于2023年1月提前终止。2024年2月，他又被租借至联赛对手克莱蒙直至2023-24赛季结束，并成为球队的常规首发球员。在此期间，马齐马在对阵雷恩的比赛中射进了他在法甲联赛的首粒进球。
至2024-25赛季，马齐马被外借到德甲俱乐部奥格斯堡，并包含买断选项。2025年1月底，奥格斯堡启动双方约定的选项，永久买断了马齐马，合同期至2029年届满。

## 国家队生涯
马齐马入选过多支不同年龄组别的法国青年国家队，曾随U17队参加2019年U-17欧锦赛和2019年U-17世界杯，并获得季军。2024年，他又获得法国国奥队的征召，以参加2024年夏季奥林匹克运动会，并随队夺得银牌。

## 荣誉
法国国奥
- 奥运会银牌：2024年[14]

奥格斯堡
- 德甲月度最佳新秀（英语：Bundesliga Awards）：2025年1月、3月[15]